# League of Legends: Wild Rift
League of Legends: Wild Rift est un jeu vidéo de type MOBA développé et édité par Riot Games, sorti en décembre 2020 sur Android et iOS. Il s'agit d'une version modifiée de son équivalent sur ordinateur League of Legends sorti en 2009.

## Système de jeu
League of Legends: Wild Rift se base sur le gameplay de League of Legends, c'est-à-dire, pour son mode de jeu principal, de deux équipes de cinq joueurs en temps réel s'affrontant sur une carte carrée constituée de trois voies — desquelles sont régulièrement, pour chaque équipe, générées des créatures nommées « sbires » — sectionnées par une rivière, de monstres neutres, de structures défensives, et d'un Nexus, au centre de chaque base, dont il faut détruire celui de l'adversaire pour remporter la partie. Cependant, le système de jeu est repensé pour mieux correspondre au format des parties sur mobile, incluant un temps de jeu moins long et une carte plus petite.

## Développement
En 2015, Tencent Holdings — qui détient la totalité de l'entreprise — approche Riot Games, leur demandant de réaliser une version mobile de League of Legends. Ces derniers refusent, affirmant que le système de jeu de League ne peut pas être reproduit sur mobile. Tencent va alors développer son propre jeu mobile, Honor of Kings, qui a une version internationale nommée Arena of Valor, et depuis 2016, Tencent Holdings réunit plus de 50 millions de joueurs quotidiens[réf. souhaitée]. Réalisant ainsi le grand potentiel du marché mobile, Riot Games annonce League of Legends: Wild Rift en octobre 2019, à l'occasion des 10 ans de League of Legends, pour sortir durant l'année 2020.
Après une alpha fermée au Brésil et aux Philippines en juin 2020, puis une bêta ouverte en Asie du Sud en octobre de la même année, le jeu sort progressivement tout au long du mois de décembre.